# Millstreet (stacja kolejowa)
Millstreet (ang: Millstreet railway station) – stacja kolejowa w miejscowości Millstreet, w hrabstwie Cork, w Irlandii. Znajduje się na Mallow – Tralee. Została otwarta w 1853 roku. 
Stacja jest zarządzana i obsługiwana przez Iarnród Éireann.

## Linie kolejowe
- Mallow – Tralee